# Coppa San Paolo (pallavolo maschile)
La Coppa San Paolo è una competizione pallavolistica per club brasiliani dello stato di San Paolo, organizzata dalla Federação Paulista de Volleyball.

## Albo d'oro
| Edizione      | Edizione             | Podio                | Podio                | Podio                |                      |
| Anno          | Sede della finale    | Campione             | Risultato            | Finalista            |                      |
| ------------- | -------------------- | -------------------- | -------------------- | -------------------- | -------------------- |
| ?-2008        | Dati non disponibili | Dati non disponibili | Dati non disponibili | Dati non disponibili | Dati non disponibili |
| 2009 Dettagli | ?                    | Sesi                 | 3 - ?                | ?                    |                      |
| 2010 Dettagli | ?                    | Sesi                 | 3 - ?                | BVC                  |                      |
| 2011 Dettagli | Campinas             | Sesi                 | 3 - 1                | GRER                 |                      |
| 2012 Dettagli | Campinas             | Sesi                 | 3 - 1                | BVC                  |                      |
| 2013          | Non disputata        | Non disputata        | Non disputata        | Non disputata        | Non disputata        |
| 2014 Dettagli | Santos               | BVC                  | 3 - 2                | Sesi                 |                      |
| 2015 Dettagli | Taubaté              | Funvic               | 3 - 2                | BVC                  |                      |
| 2016 Dettagli | Taubaté              | Sesi                 | 3 - 1                | Funvic               |                      |
| 2017 Dettagli | Santo André          | Sesi                 | 3 - 1                | São Bernardo         |                      |
| 2018 Dettagli | Pirassununga         | Sesi                 | 3 - 1                | BVC                  |                      |
| 2019 Dettagli | Sorocaba             | BVC                  | 3 - 2                | Sesi                 |                      |
| 2020          | Non disputata        | Non disputata        | Non disputata        | Non disputata        | Non disputata        |
| 2021          | Non disputata        | Non disputata        | Non disputata        | Non disputata        | Non disputata        |
| 2022          | Non disputata        | Non disputata        | Non disputata        | Non disputata        | Non disputata        |

## Palmarès
| Squadre | Titoli | Edizioni                                 |
| ------- | ------ | ---------------------------------------- |
| Sesi    | 7      | 2009, 2010, 2011, 2012, 2016, 2017, 2018 |
| BVC     | 2      | 2014, 2019                               |
| Funvic  | 1      | 2015                                     |